# توررسیا د لس آنخلس
توررسیا د لس آنخلس (به اسپانیایی: Torrecilla de los Ángeles) یک دهستان در اسپانیا است که در استان کاسرس واقع شده‌است. توررسیا د لس آنخلس ۴۳ کیلومتر مربع مساحت و ۷۰۸ نفر جمعیت دارد.